# Подгорное Канаково
Подгорное Кана́ково (мокш.  Ко́нак Веле) — мокшанское село в Темниковском районе Мордовии. Одно из самых крупных мокшанских сёл республики. Расположено в 10 км от районного центра (город Темников).
Является административным центром Подгорно-Канаковского сельское поселение, в которое также входят деревни Новый Шукстелим, Старый Шукстелим, Подгорные Селищи.
По одной из версий, название села происходит от дохристианского мордовского имени Конак.
По другой - от мордовского и татарского слова "конак" - гость.
Канаково - по всей видимости, неправильное название (скорее всего, по опечатке или ошибке какого-то малограмотного чиновника). Правильно было бы говорить и писать - Подгорное Конаково. Собственно, по-мордовски так и пишется - Конак.
Население 337 чел. (2001), в основном мордва-мокша.
Расположено в 10 км от районного центра и 68 км от железнодорожной станции Торбеево. Название-антропоним: от дохристианского мордовского имени Конак, определение характеризует местность. Упоминается в актовом документе 1688 г. В «Списке населённых мест Тамбовской губернии» (1866) Подгорное Канаково — деревня казённая из 74 дворов Темниковского уезда. По сельскохозяйственному налоговому учёту 1930 г., в селе было 243 двора (1 451 чел.); образован колхоз «Якстере Тяште» («Красная Звезда»), с 1992 г. — ТОО, в 2002 г. его земли переданы в аренду СХПК им. Тимирязева (с. Бабеево). В современном селе — средняя школа, библиотека, Дом культуры, отделение связи, медпункт. Уроженцы с. Подгорное Канаково — педагог А. Р. Пономарёва, бухгалтер-экономист В. М. Рыськин, строитель М. Н. Королёва. В Подгорно-Канаковскую сельскую администрацию входят д. Новый Шукстелим (32 чел.), Подгорные Селищи (56; родина Героя Советского Союза Я. М. Сметнева) и Старый Шукстелим (40 чел.).